# Paracilicaea dakini
Paracilicaea dakini is een pissebed uit de familie Sphaeromatidae. De wetenschappelijke naam van de soort is voor het eerst geldig gepubliceerd in 1922 door Walter Medley Tattersall.